# Осетинский сыр
Осетинский сыр (осет. цыхт / цихт, цигъд) — традиционный пищевой продукт национальной осетинской кухни. Готовится из овечьего, козьего или цельного коровьего молока.

## Производство
В свежее тёплое молоко в эмалированном ведре или глубокой кастрюле добавляется сыворотка (сылы/сулу, от этого старое название сыра сылыджын/сулугун, что дословно переводится — «сделанный в сыворотке»), настоянная на источнике ферментов — кусочках очищенного и просоленного коровьего желудка (сычуге). Молоко перемешивается и оставляется в тёплом месте на 40-60 мин, при этом контролируется процесс сворачивания молока для предотвращения передержки. Свернувшееся молоко перемешивают, а затем отжимают от сыворотки и укладывают в форму.